# 1303 en santé et médecine
| Années de la santé et de la médecine : 1300 - 1301 - 1302 - 1303 - 1304 - 1305 - 1306    |
| Décennies de la santé et de la médecine : 1270 - 1280 - 1290 - 1300 - 1310 - 1320 - 1330 |

Cet article présente les faits marquants de l'année 1303 en santé et médecine.

## Événements

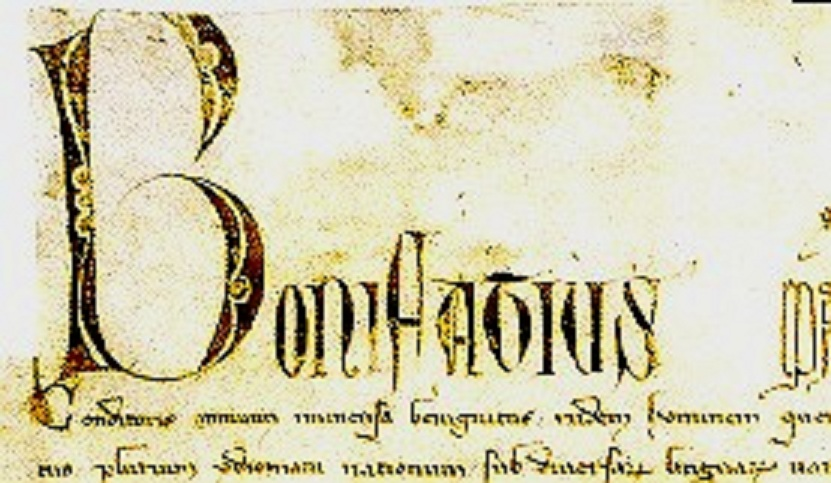
Boniface VIII
Bulle de fondation de
l'université d'Avignon

- 20 avril : par la bulle « In supremae praeminentia dignitatis », le pape Boniface VIII fonde « la première université de Rome, qui inclut naturellement l'enseignement de la médecine[1] », et qui prendra au XVe siècle le nom d'université « La Sapienza » .
- 2 juillet : une bulle du pape Boniface VIII érige les écoles d'Avignon en studium generale, acte qui peut être tenu pour fondateur de l'université d'Avignon, laquelle comprend dès l'origine les quatre facultés, y compris donc celle de médecine[2].
- L'hôpital San Paolo (Ospedale di San Paolo) est attesté à Sassari en Sardaigne[3].
- Fondation de l'hôpital Saint-Julien à Anvers en Flandre, rue de l'Étuve, par Ida van der Lischt et le chanoine Jean Tuclant[4], « pour les malades qui revenaient de la Terre sainte et où l'on re[cevra] encore [en 1841] les pauvres voyageurs pour une nuit[5] ».
- Fondation par les Payrol de l'hôpital Sainte-Catherine de Bruniquel en Quercy, aux limites du Rouergue et de l'Albigeois, sur le chemin de Compostelle, pour l'accueil des pèlerins et des marchands[6].
- Pierre Rotberti[7], chirurgien, Pierre Serpolh[7] et Raymond Javeni[7], médecins, examinent pour une fracture de la jambe Draconnet de Montauban, abbé d'Aurillac, au château abbatial de Belbex[8].
- Vers 1303 : une léproserie est attestée au Val Boutry près Saint-Évroult en Normandie[9].

## Publication
- Pierre d'Abano (vers 1257-1315), médecin, astrologue et philosophe italien, achève la rédaction du Conciliator differentiarum philosophorum et precipue medicorum[10], qui lui vaudra le surnom de « Conciliator »[11].

## Personnalité
- 1287-1303 : fl. Isaac ben Mardochée (en), médecin des papes Nicolas IV et Boniface VIII[12].

## Naissance
- 1302 ou 1303 : Jean Dupin (mort en 1372), moine de l'abbaye de Vaucelles près Cambrai, théologien, orateur, poète ; et médecin, d'après La Croix du Maine, bien que les ouvrages qu'on lui attribue, parmi lesquels il faut compter le Livre de Mandevie[13], n'aient aucun rapport avec la médecine[14],[15].

## Décès
- Ninsho (ou Ryokan) (né en 1217), prêtre japonais, fondateur d'institutions de soins pour les malades et les invalides[16].